# Ben More (Crianlarich)
Der Ben More (A' Bheinn Mhòr auf Gälisch) ist ein 1.174 m (3.852 ft) hoher Berg in Schottland. Sein Name bedeutet Großer Berg. Er liegt in den südlichen Highlands südöstlich der Ortschaft Crianlarich oberhalb von Glen Dochart in der Council Area Stirling im Loch Lomond and the Trossachs National Park und zählt zu den Munros. Auf der Liste der höchsten schottischen Berge nimmt er Platz 16 ein und ist der höchste britische Berg südlich des Tay.
Die markante grüne Pyramide des Ben More überragt Crianlarich, das Glen Dochart und den durch Crianlarich führenden West Highland Way. Der meistbenutzte Anstieg auf den Ben More führt von Norden mit einem fast durchgehend sehr steilen und anstrengenden Anstieg von der nördlich im Tal an der A85 liegenden Farm Benmore über dessen nördliche, grasbewachsene Flanke. Viele Bergsteiger kombinieren die Tour mit der Besteigung des durch den etwa 300 Meter tiefer liegenden Sattel Bealach Eadar da-Bheinn  vom Ben More getrennten benachbarten Stob Binnein. Der Gipfel des Ben More bietet aufgrund seiner Höhe eine gute Aussicht nach Westen bis zum Ben Lui und über die südlichen Highlands bis zum Ben Lawers. Auf der Nordseite des Ben More liegt ein als Cuidhe Chrom (gälisch für schiefes Gebinde/Kranz) bezeichnetes Schneefeld, das sich oft bis weit in den Sommer hält und auch auf der Ordnance-Survey-Karte im Maßstab 1:25.000 verzeichnet ist.
Wahrscheinlich aufgrund seiner Höhe war der Ben More bereits mehrfach von Flugunfällen betroffen. Im Januar 1973 kollidierte eine Vickers Viscount der British European Airways auf einem Erprobungsflug mit dem Gipfel des Ben More, beide Besatzungsmitglieder und die zwei Passagiere kamen dabei ums Leben. 1987 verunglückte ein Hubschrauber während eines Rettungseinsatzes im Gipfelbereich. Im Mai 2012 forderte der Absturz eines Ultraleichtflugzeugs zwei Menschenleben.